# Ашкенази, Лиор
Лио́р Ашкена́зи (ивр. ליאור אשכנזי‎; род. 28 декабря 1968, Рамат-Ган, Израиль) — израильский актёр театра и телевидения, многократный лауреат национальной кинопремии «Офир».

## Биография
Ашкенази родился в семье сефардских евреев, репатриантов из Турции, которые переехали в Израиль в 1964 году. Он вырос в районе Неве Йехошуа в Рамат-Гане. Его отец, Шмуэль работал печатником. Его мать Виктория была домохозяйкой. Дома родители Ашкенази говорили на ладино, он же стал родным языком для будущего актёра. В возрасте 16 лет на фоне проблем в школе он переехал в киббуц Регавим.
Во время срочной службы в АОИ Ашкенази служил в качестве парашютиста-десантника.

## Карьера
Ашкенази обучался актёрскому мастерству в школе Бейт-Цви, основанной в 1950 в Рамат-Гане. После окончания школы в 1994 году он работал в театрах Габима и Беер-Шева. Он играл главные роли во многих постановках в театре Бейт-Лессин, которые режиссировала Ципи Пинес, одна из его преподавателей в Бейт-Цви. Он также появлялся на сцене театра Камери в Тель-Авиве, хотя театр Бейт-Лессин оставался его «домашним» театром.
В 1996 году он снялся вместе с Адиром в телесериале «Реверс», режиссёром которого стали Шмуэль Хаймович и Эрик Ротштейн. В 1999 году Лиор Ашкенази сыграл свою первую роль в фильме Одеда Раскина «Битва при Тель-Хай» в качестве поселенца.

## Личная жизнь
Ашкенази был женат на актрисе Шире Фарбер. После развода у него были отношения с Сигаль Авин, писательницей и сценаристом. В декабре 2011 года он женился на продюсере Майе Амселлем. В августе 2012 года у пары родилась дочь.

## Награды
- Премия израильской киноакадемии (2001) — Лучший актёр в фильме «Поздняя свадьба»
- Премия израильской киноакадемии (2011) — Лучший актёр второго плана в фильме «Сноска»
- Премия израильской киноакадемии (2017) — Лучший актёр в фильме «Фокстрот»